# Герхард Рот
Герхард Рот (на немски: Gerhard Roth) е австрийски белетрист, драматург, и есеист.

## Биография и творчество
Герхард Рот е роден роден в Грац на 24 юни 1942 г. в семейството на лекар. През 1945 г. домът им е бомбардиран, при което има 16 жертви. Още преди това майката с тримата си сина е избягала в Германия, където бащата работи в лазарет във Вюрцбург. След края на Втората световна война семейството се завръща в Грац. Герхарт Рот завършва гимназия и полага матура през 1961 г. През следващата година се изявява като актьор във Форум Щатпарк и участва в две пиеси на Волфганг Бауер, с когото се познава още от ученическите години.
Герхард Рот започва да изучава медицина в Грацкия университет. През 1967 г. прекъсва следването си и намира работа като оператор в Изчислителния център на Грац. През 1971 г. заедно със свой колега публикува Въведение в електронната преработка на данни.
През 1972 г. излиза първата му литературна творба „автобиографията на алберт айнщайн“ (die autobiographie des albert einstein). От това време датира познанството му с Герхард Рюм, Ханс Карл Артман и Петер Хандке, с когото стават приятели. През същата година заедно с Волфганг Бауер пътува в САЩ.
През 1976 г. Герхард Рот се преселва в Оберграйт, Южна Щирия, като писател на свободна практика. От 1973 до 1978 г. членува в Сдружението на Грацките писатели.
В своите разкази, пиеси и есета Герхард Рот се отнася критично към австрийското минало и политическо настояще. От 1978 г. работи над седемтомната романова серия „Архивите на мълчанието“ (Die Archive des Schweigens), която завършва през 1991 г. От 1993 г. работи над друга романова серия – „Оркус“ (Orkus), която завършва през 2011 г.
Сам Герхард Рот обозначава себе си като „обсебен от писането в най-добрия смисъл“. В центъра на много от романите му изниква образът на напразно борещ се герой, за когото светът е в мъчително и неудържимо състояние. Често авторът придава на творбите си облика на криминален роман, при което за него е важно „разкриването“ на неизвестното в преносен смисъл. В основата на двете му романови серии „Архивите на мълчанието“ (1980-1991) и „Оркус“ (1995-2011) е документирано преосмислянето на миналото и на австрийската съвременна история в особена перспектива.

### Серийни романи
Orkus. Romanzyklus
- Band I: Der See, 1995
- Band II: Der Plan, 1998
- Band III: Der Berg, 2000
- Band IV: Der Strom Roman, 2002
- Band V: Das Labyrinth, 2004
- Band VI: Das Alphabet der Zeit (Autobiographie) 2007
- Band VII.1: Die Stadt. Entdeckungen im Inneren von Wien, 2009
- Band VII.2: Orkus. Reise zu den Toten, 2011

Die Archive des Schweigens. Romanzyklus
- Band I: Im tiefen Österreich, 1990
- Band II: Der Stille Ozean, 1980
- Band III: Landläufiger Tod, 1984
- Band IV: Am Abgrund, 1986
- Band V: Der Untersuchungsrichter, 1988
- Band VI: Die Geschichte der Dunkelheit, 1991
- Band VII: Eine Reise in das Innere von Wien (Essays), 1991

### Романи
- die autobiographie des albert einstein, 1972
- Der Ausbruch des Ersten Weltkriegs. Und andere Romane, 1972
- Der Wille zur Krankheit, 1973
- Der große Horizont, 1974
- Ein neuer Morgen, 1976
- Winterreise, 1978
- Der Plan, 1998
- Grundriss eines Rätsels, 2014
- Die Irrfahrt des Michael Aldrian, 2017

### Разкази, есета, други
- Herr Mantel und Herr Hemd, 1974
- Menschen, Bilder, Marionetten. Prosa, Kurzromane, Stücke, 1979
- Circus Saluti, 1981
- Bruno Kreisky. Mit Fotografien von Konrad B. Müller, 1981
- Die schönen Bilder beim Trabrennen. Sammelband, 1982
- Das Töten des Bussards, 1982
- Dorfchronik zum „Landläufigen Tod“, 1984
- Das doppelköpfige Österreich. Essays, Polemiken und Interviews, 1995
- Gsellmanns Weltmaschine. Mit Fotografien von Franz Killmeyer, 2002
- Über Bienen (Deutsch/Japanisch). Mit Fotografien von Franz Killmeyer, 1996
- Bild-Sprache. Österreichische Malerei nach 1945, 1992

### Пиеси
- Lichtenberg, 1973
- Sehnsucht, 1977
- Dämmerung, 1978
- Erinnerungen an die Menschheit, 1985
- Franz Lindner und er selber, 1987
- Fremd in Wien, 1993

## Награди и отличия
- 1972: Literaturstipendium der Steirischen Landesregierung
- 1973: Österreichisches Nachwuchsstipendium für Literatur
- 1975: „Литературна награда на провинция Щирия“
- 1978: „Награда на Югозападното радио“ für Winterreise
- 1979: Dritter Preis bei Dokumentarfilme in Bremen für "Menschen in Österreich"
- 1979: Stipendium des Förderprogramms „Auswärtige Künstler zu Gast in Hamburg“
- 1983: Silberner Bär der Filmfestspiele Berlin für Der Stille Ozean
- 1983: „Награда Алфред Дьоблин“ für Landläufiger Tod
- 1989: „Австрийска награда за художествена литература“
- 1991: Bestes Fernsehspiel Europas für "Landläufiger Tod" Teil 1 und 2
- 1991: „Награда „манускрипте““
- 1992: „Литературна награда на Виена“
- 1992: „Награда Мари Луизе Кашниц“
- 1993: „Награда Петер Розегер“
- 1994: „Почетна награда на австрийските книгоиздатели за толерантност в мислите и действията“
- 1995: Romy Fernsehpreis für das beste Drehbuch für Schnellschuss
- 2002: Bruno-Kreisky-Preis für das politische Buch (Sonderpreis für sein publizistisches Gesamtwerk)
- 2002: Ehrenzeichen des Landes Steiermark|Großes Goldenes Ehrenzeichen des Landes Steiermark
- 2003: Goldenes Ehrenzeichen für Verdienste um das Land Wien
- 2004: Prof. Claus Gatterer-Preis (Ehrende Anerkennung)
- 2004: „Награда Вили и Хелга Феркауф-Верлон“
- 2007: Marietta und Friedrich Torberg-Medaille
- 2012: „Награда Якоб Васерман“
- 2015: Jeanette Schocken Preis
- 2015: „Награда Жан Паул“
- 2016: Ehrenbotschafter des SK Sturm Graz
- 2016: „Голяма австрийска държавна награда за литература“[1]
- 2016: „Награда Хофман фон Фалерслебен“